# Aigen im Ennstal
Aigen im Ennstal é um município da Áustria, situado no distrito de Liezen, no estado da Estíria. Tem 86,32 km² de área e sua população em 2019 foi estimada em 2.637 habitantes.